# 한강대교
한강대교(漢江大橋, 영어: Hangang Bridge)는 서울특별시 용산구 이촌동에 있는 용산구 한강로3가와 동작구 본동 사이를 잇는 총연장 1,005m의 길이의 교량(다리)이다. 한강에 놓인 최초의 도로 교량으로, 제1한강교라고 불렸다. 1917년 개통된 뒤 몇 차례의 수난을 거쳐 지금에 이른다. 다리 아래로는 노들섬이 있다. 과거에는 국도 제1호선이 이 다리를 통하여 서울로 연결되었었다.

## 역사

### 일제강점기
1900년 한강 최초의 다리인 한강철교가 건설될 때, 철교의 한쪽 또는 양쪽에 보도를 건설하고자 하였으나 당시 철도 부설권을 가지고 있던 일본 제국이 공사비를 이유로 보도를 가설하지 않았다. 당시만 해도 민간용의 차량이 존재하지 않았으며, 도보로 한강을 건너는 이들은 배를 이용하여 한강을 건넜기 때문에, 보도 교량을 건설할 만한 수요가 되지 못하였다.

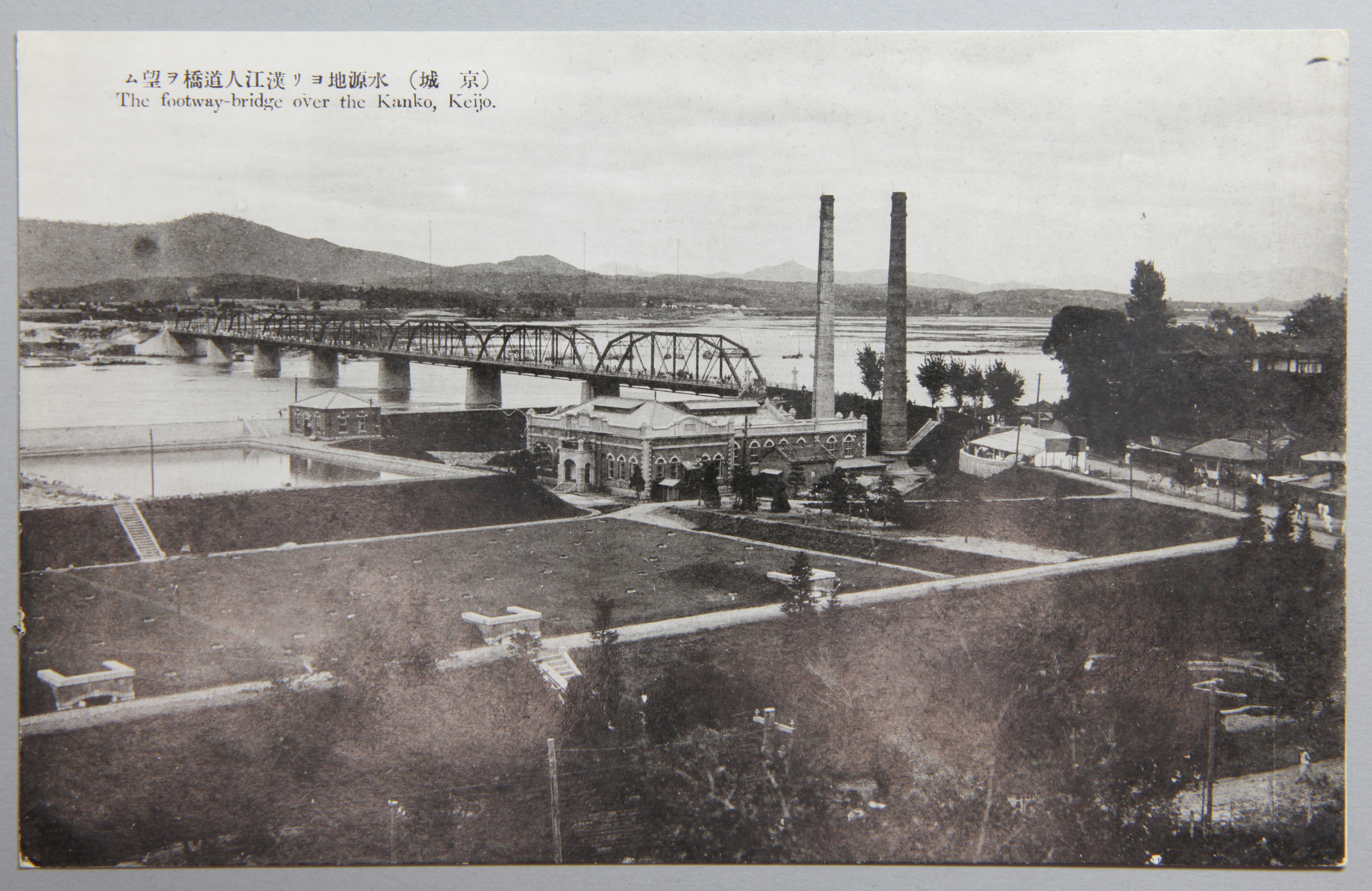
을축년 대홍수가 일어나기 전 노량진에서 찍은 한강인도교의 모습.

하지만 자동차가 수입되기 시작하고 강을 건너려는 수요가 증가하면서 조선총독부는 도로공사의 일환으로 인도교 계획을 수립한다. 공사는 한강철교, 수풍댐 등을 건설한 하자마구미가 1916년 3월에 기공하여 1917년 7월 9일에 완공하고, 10월 7일에 다리를 개통한다. 이 때 신초리에 다리의 기초를 설치하며 나까노시마中之島라 하는데 현재 노들섬이다. 이렇게 만들어진 다리는 노량진과 나까노시마를 잇는 경간 60m 7연의 440m짜리 한강교와, 나까노시마로부터 백사장을 건너 용산을 잇는 경간 60m 3연의 188m짜리 한강소교로 이루어져 이 둘을 아울러 한강인도교라 하였다. 이로써 한강을 건너는 도보와 차량 통행이 가능해졌다. 하세가와 요시미치(長谷川好道, 1850~1924) 당시 조선 총독 및 내빈, 일반 시민들이 다리를 처음 건너는 도교식(渡橋式)을 가졌으며, 이완용이 내빈 대표로 연설했다. 한강소교와 한강교에는 하세가와 요시미치 총독이 쓴 현판이 걸렸다. 당시는 조선일보, 동아일보가 창간되기 전이라 매일신보가 주로 보도했는데, 다리의 당시 모습과 개통식 행사장의 이모저모를 담은 사진이 많이 실려 있다. 또 이 때 한강교에 전등을 설치하고 도로 양편에 아까시나무를 심어 경관을 조성하였다.

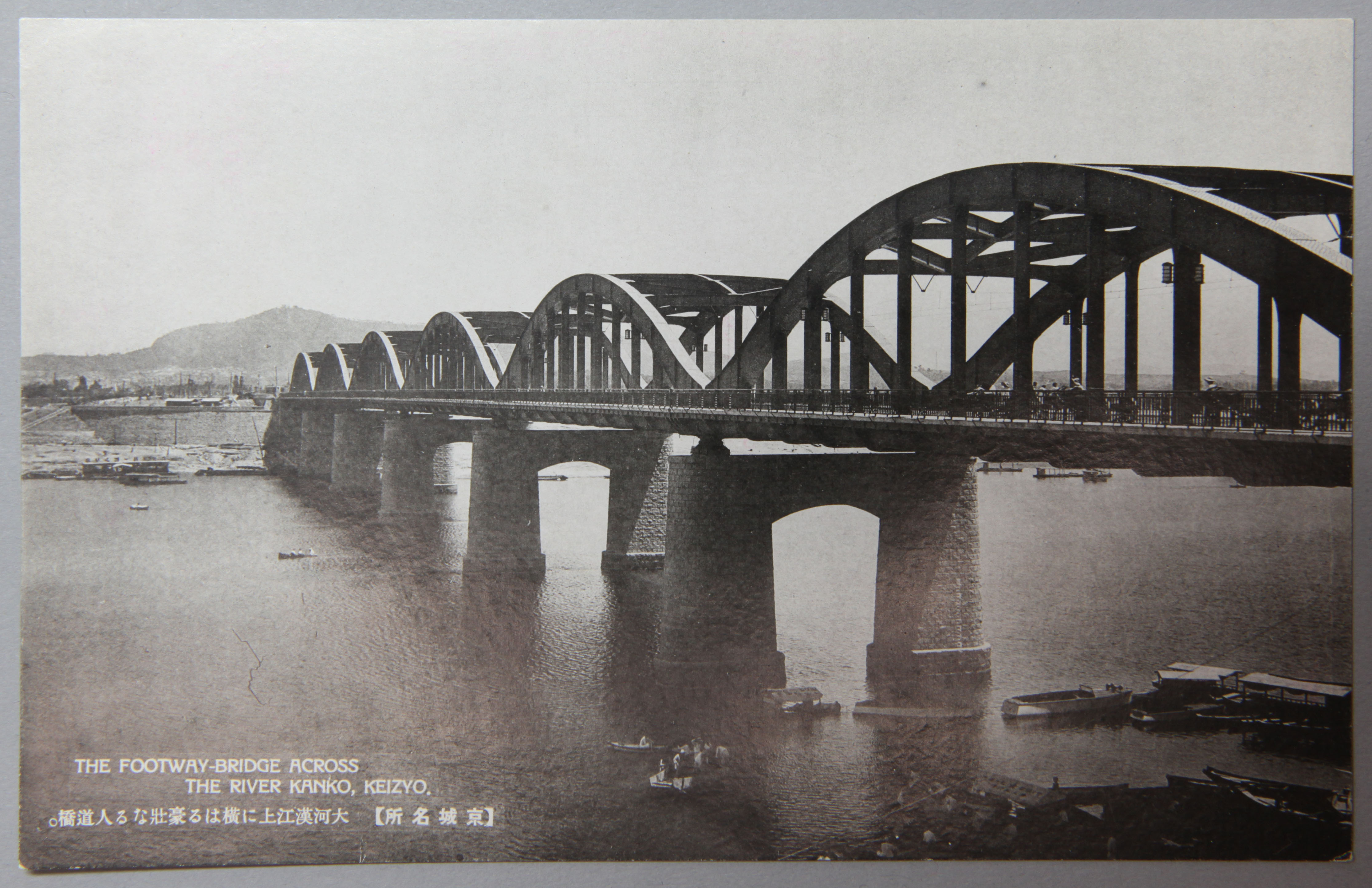
을축년 대홍수로 무너져 증축한 한강인도교의 모습. 각이 진 모양의 트러스가 부드러운 모양으로 바뀌었다.

1925년에는 을축년 대홍수로 인해 양 다리를 잇던 나까노시마 부근의 제방이 무너지며 통행이 막힌다. "한강다리가 떠내려갔다"는 표현이 등장하게 된 것도 이때의 일이다. 이렇게 무너진 한강인도교의 사이는 일단 철골구조로 임시복원한 다음 1935년부터 폭을 넓혀 새로이 공사하기 시작했다. 이 때 기존의 부재는 양수교를 건축할 때 재활용하였다. 경성전차의 한강교~노량진 구간을 부설한 것도 이때이며, 중지도 공원을 조설하고 중지도에 전차가 정지하도록 하였다.

### 해방 이후

한강대교 준공식 1958년

1950년 6월 28일 새벽 2시경에 한강 방어선 구축과 북한군의 남진을 막기 위해 폭파한 한강 인도교 폭파사건이 발생한다. 이로써 강북의 인구가 강남으로 대피하지 못하게 된다. 이렇게 폭파된 한강대교는 1957년 11월 30일 미군과 육군 133대대가 배다리를 가설하여 1개차선만 임시 복구되었다가, 1958년 5월 15일 오전 11시에 복구가 완료되어 개통식이 열렸다.
1962년에는 제2한강교인 양화대교가 건설되면서 한강인도교는 제1한강교로 불리게 된다. 또 1968년에는 한강소교 밑의 백사장이 제거됨에 따라 한강물길이 뚫리고, 노들섬은 완전한 하중도가 된다. 1979년 1월에는 신교를 지어 4차선을 8차선으로 확장하는 공사가 시작되어 1981년 12월에 완공되었고, 1982년 2월 27일에 완공되어 쌍둥이다리라고도 불리게 되었다.
제2한강교 건설 이후 한강에 세워진 다리들을 모두 한강대교라 부르다가 70년대부터 한강대교는 한강인도교를 부르는 호칭으로 자리잡는다. 이에 따라 1984년에는 한강종합개발사업에서 제1한강교는 한강대교로 개칭되었다.
2017년 10월에는 완공 100주년을 맞이했다. 2020년 9월 10일에는 서울특별시의 시도등록문화재 제1호로 등록되었는데, 이는 대한민국의 등록문화재 제도가 국가등록문화재와 시·도등록문화재로 나뉜 뒤 처음으로 등록된 시·도등록문화재이다.

### 연혁
- 1912년: 교량가설계획 수립
- 1916년 3월: 착공
- 1917년 10월: 준공
- 1925년 7월: 홍수로 인해 소교 (용산 측) 유실
- 1929년 9월 18일: 소교 재개통, 폭 18m로 확장
- 1935년 10월: 대교 (노량진 측) 재건축 후 개통, 전차궤도 부설
- 1950년 6월 28일: 한국 전쟁으로 인해 폭파
- 1950년 10월: 임시 복구됨, 1차선 운행
- 1958년 5월 15일: 한강 인도교 완전 복구
- 1982년 2월 27일: 한강대교 신교 부설, 개통 (4차선에서 8차선으로 확장)
- 1996년 7월 1일: 국도 노선 변경으로 인해 국도 제1호선 지정 해제[10]
- 2020년 9월 10일: 서울특별시의 시도등록문화재 제1호로 등록됨[11]

## 대중 문화
1999년 1월에 발표된 토이의 노래 〈여전히 아름다운지〉의 뮤직비디오가 촬영되었다.

### 개통 당시의 자료
- 조선 제일의 인도교(人道橋), 80만원의 한강 철교는 거의 준공 보관됨 2018-01-31 - 웨이백 머신 1917-07-10 매일신보(每日申報) 03면 02단
- 사진: 한강의 인도교 / 한강보교(漢江 步橋)는 금월 준공, 규모와 설비가 경기 남편의 장관 보관됨 2018-01-31 - 웨이백 머신 1917-08-14 매일신보(每日申報) 03면 01단 - 사진있음.
- 성대한 한강 개교식, 경성의 내지인(內地人) 기생이 다 나간다 보관됨 2018-01-31 - 웨이백 머신 1917-10-05 매일신보(每日申報) 02면 01단
- 시도(始渡)는 長谷川好道 총독, 영일 오전 11시부터 개시 보관됨 2018-01-31 - 웨이백 머신 1917-10-06 매일신보(每日申報) 02면 01단
- 祝 第弍期 治道 工事 完成 / 사진: 10월 7일부터 개통되는 한강 인도교 보관됨 2018-01-31 - 웨이백 머신 1917-10-07 매일신보(每日申報) 01면
- 第1期 治道 完成 / 漢江橋成 보관됨 2018-01-31 - 웨이백 머신 1917-10-07 매일신보(每日申報) 02면
- 도교식(渡橋式)은 금일, 경룡시민 열성의 축하회 / 34尺의 鋼鐵靴, 한강교 기초공사의 고심담, 판출명해씨담 / 시도(始渡) 기념 스탬프, 용산우편국과 회장(會場) 보관됨 2018-01-31 - 웨이백 머신 1917-10-07 매일신보(每日申報) 03면
- 사진: 한강교 낙성식 보관됨 2018-01-31 - 웨이백 머신 1917-10-09 매일신보(每日申報) 01면 01단
- 한강신교(漢江新橋) 시도(始渡)의 日, 다리에 모인 1천명의 내외빈객, 성대한 도교식과 번화하던 여흥 보관됨 2018-01-31 - 웨이백 머신 1917-10-09 매일신보(每日申報) 02면: 초일의 도교자(渡橋者) 실로 15만, 한강의 다리 우에 사람의 도수, 홍란의 백등하에 성대한 밤의 축하 / 사진: 개통되던 첫날 / 사진: 개교식을 축하하는 꽃전차